# أجودو (سيوداد ريال)
بلدية أجودو (بالإسبانية: Agudo)‏، هي إحدى بلديات مقاطعة سيوداد ريال إحدى مقاطعات إسبانيا، والتي تقع في منطقة قشتالة لا منتشا وسط إسبانيا.
يبلغ عدد سكانها 1.891 نسمة وفقاً لإحصائية سنة (2007).